# NGC 4686
NGC 4686 este o galaxie spirală situată în constelația Ursa Mare. A fost descoperită în 14 aprilie 1789 de către William Herschel. Se află la o distanță de 71,7 de megaparseci de Pământ.